# Sunamganj Sadar
Sunamganj Sadar è un sottodistretto (upazila) del Bangladesh situato nel distretto di Sunamganj, divisione di Sylhet. Si estende su una superficie di 268,61 km² e conta una popolazione di 279 019 abitanti (dato censimento 2011).